# My Three Suns
My Three Suns (рус.  «Мои три солнца») — седьмой эпизод первого сезона мультсериала «Футурама». Его североамериканская премьера состоялась 4 мая 1999 года.

## Содержание
Гермес Конрад недоволен тем, что Бендер весь день лежит на диване и смотрит кулинарное шоу по телевизору. Чтобы и дальше получать зарплату, Бендер решает стать коком. Однако купленный на Малом Нептуне нептунский слизняк получился очень пересоленным даже для Фрая, который однажды съел несколько килограммов соли.
Следующее задание «Межпланетного экспресса» — доставка посылки на планету Трисол, выжженную тремя светилами пустыню. В императорском дворце, куда нужно отнести посылку, никого нет, а возле трона стоит бутылка прохладной воды. Мучаясь от жажды, Фрай выпивает жидкость. Появившиеся стражники объявляют Фраю, что в бутылке был император, и теперь Фрай должен занять его место.
Как выясняется позже, император внутри Фрая выжил. Все жители Трисола начинают охотиться за Фраем, чтобы убить его и освободить предыдущего правителя. Фрай пытается выплакать императора, в чём ему охотно помогает команда «Межпланетного экспресса». В результате чего это получается. Но расправы за то, что поступил как раб собственных желаний, он не избежал.

## Персонажи
Список новых или периодически появляющихся персонажей сериала
- Дебют: Бонт
- Дебют: Эльзар
- Дебют: Флорп
- Дебют: Горгак
- Дебют: Марг
- Дебют: Продавец органов

## Интересные факты